# フォン・ノイマン正則環
数学において、フォン・ノイマン正則環（英: von Neumann regular ring）とは、環 R であって、任意の a ∈ R に対してある x ∈ R が存在し、a = axa となるようなものである。可換環論における正則環や正則局所環との混乱を避けるため、フォン・ノイマン正則環は絶対平坦環 (absolutely flat ring) とも呼ばれる。なぜならば、フォン・ノイマン正則環は任意の左加群が平坦であるような環として特徴づけられるからである。
x を a の"弱逆元" (weak inverse) と考えることができる。一般に x は a によって一意には決まらない。
フォン・ノイマン正則環は  von Neumann (1936) によって"正則環"という名前でフォン・ノイマン多元環や連続幾何の研究中に導入された。
環の元 a は a = axa となるような x が存在するときにフォン・ノイマン正則元と呼ばれる。イデアル {\displaystyle {\mathfrak {i}}} はフォン・ノイマン正則な非単位的環であるとき、すなわち {\displaystyle {\mathfrak {i}}} の任意の元 a に対し {\displaystyle {\mathfrak {i}}} の元 x が存在し a = axa となるとき（フォン・ノイマン）正則イデアルと呼ばれる。

## 例
すべての体（とすべての可除環）はフォン・ノイマン正則である。a ≠ 0 に対して x = a−1 ととれる。整域がフォン・ノイマン正則であることと体であることは同値である。
フォン・ノイマン正則環の別の例は体 K の元を成分にもつ n 次全行列環 Mn(K) である。r を A ∈ Mn(K) のランクとすれば、可逆行列 U と V が存在して
{\displaystyle A=U{\begin{pmatrix}I_{r}&0\\0&0\end{pmatrix}}V}
となる（ただし Ir は r 次単位行列）。X = V−1U−1 とおけば、
{\displaystyle AXA=U{\begin{pmatrix}I_{r}&0\\0&0\end{pmatrix}}{\begin{pmatrix}I_{r}&0\\0&0\end{pmatrix}}V=U{\begin{pmatrix}I_{r}&0\\0&0\end{pmatrix}}V=A}
である。より一般に、フォン・ノイマン正則環上の行列環は再びフォン・ノイマン正則環である。
有限フォン・ノイマン環の affiliated作用素 の環はフォン・ノイマン正則である。
ブール環はすべての元が a2 = a を満たすような環である。すべてのブール環はフォン・ノイマン正則である。

## 事実
環 R について次は同値である。
- R はフォン・ノイマン正則
- すべての単項左イデアルはある1つのベキ等元によって生成される
- すべての有限生成左イデアルはある1つのベキ等元によって生成される
- すべての単項左イデアルは左 R-加群 R の直和因子である
- すべての有限生成左イデアルは左 R-加群 R の直和因子である
- 射影左 R-加群 P のすべての有限生成部分加群は P の直和因子である
- すべての左 R-加群は平坦である。これは R が 絶対平坦 であることや R の弱次元が0であることとしても知られている
- 左 R-加群のすべての短完全列は純完全（英語版） (pure exact) である

左を右に変えたものも R がフォン・ノイマン正則であることと同値である。
可換フォン・ノイマン正則環において、各元 x に対して唯一の元 y が存在して xyx=x かつ yxy=y となるので、x の「弱逆元」を選ぶカノニカルな方法がある。以下の主張は可換環 R に対して同値である。
- R はフォン・ノイマン正則である。
- R はクルル次元 0 で被約である。
- 極大イデアルにおける R のすべての局所化は体である。
- R は x ∈ R の「弱逆元」（xyx=x かつ yxy=y であるような唯一の元 y）をとる操作で閉じている体の直積の部分環である。

また、以下も同値である。可換環 A に対して、
- R = A / nil(A) はフォン・ノイマン正則である。
- R のスペクトルは（ザリスキ位相で）ハウスドルフである。
- Spec(A) に対して 可設位相（英語版） とザリスキ位相は一致する。

すべての半単純環はフォン・ノイマン正則であり、左（または右）ネーター的フォン・ノイマン正則環は半単純である。すべてのフォン・ノイマン正則環はジャコブソン根基が {0} であり、したがって半原始環（"ジャコブソン半単純"(Jacobson semi-simple) とも呼ばれる。）である。
上の例を一般化して、S を環として M を S-加群であって M のすべての部分加群が M の直和成分であるようなものとする（そのような加群 M は半単純加群と呼ばれる）。すると自己準同型環 EndS(M) はフォン・ノイマン正則である。とくに、すべての半単純環はフォン・ノイマン正則である。

## 一般化と特殊化
フォン・ノイマン正則環の特別なタイプに、単元正則環 (unit regular ring) と強フォンノイマン正則環 (strongly von Neumann regular ring) と階数付き環 (rank ring) がある。
環 R が単元正則であるとは、すべての a ∈ R に対して、単元 u ∈ R が存在して、a = aua が成り立つことである。すべての半単純環は単元正則であり、単元正則環はデデキント有限環 (directly finite ring) である。普通のフォン・ノイマン正則環はデデキント有限であるとは限らない。
環 R が 強フォン・ノイマン正則であるとは、すべての a ∈ R に対して、ある x ∈ R が存在して、a = aax が成り立つことである。この条件は左右対称である。強フォン・ノイマン正則環は単元正則である。すべての強フォン・ノイマン正則環は可除環の部分直積に表されるから、ある意味で強フォンノイマン正則環は（可換体の部分直積として表せるという）可換フォン・ノイマン環の性質をより密接に模倣するものになっている。もちろん可換環に対して、フォン・ノイマン正則と強フォン・ノイマン正則は同値である。一般に、以下は環 R に対して同値である。
- R は強フォン・ノイマン正則である。
- R はフォン・ノイマン正則かつ被約である。
- R はフォン・ノイマン正則かつ R のすべての冪等元は中心的である。
- R のすべての主左イデアルはある1つの中心冪等元によって生成される。

フォン・ノイマン正則環の一般化には以下のものがある。π-正則環、左／右半遺伝環、左／右非特異環、半原始環。

## 読書案内
- Goodearl, K. R. (1991), von Neumann regular rings (2nd ed.), Malabar, FL: Robert E. Krieger Publishing Co. Inc., pp. xviii+412, ISBN 0-89464-632-X, MR1150975, Zbl 0749.16001
- L.A. Skornyakov (2001), “Regular ring (in the sense of von Neumann)”, in Hazewinkel, Michiel, Encyclopedia of Mathematics, Springer, ISBN 978-1-55608-010-4
- von Neumann, John (1936), “On Regular Rings”, Proc. Nat. Acad. Sci. USA 22 (12):  707–712, doi:10.1073/pnas.22.12.707, JFM 62.1103.03, PMC 1076849, PMID 16577757, Zbl 0015.38802
- von Neumann, John (1960), Continuous geometries, Princeton University Press, Zbl 0171.28003